# Badeanstalt Bamberg

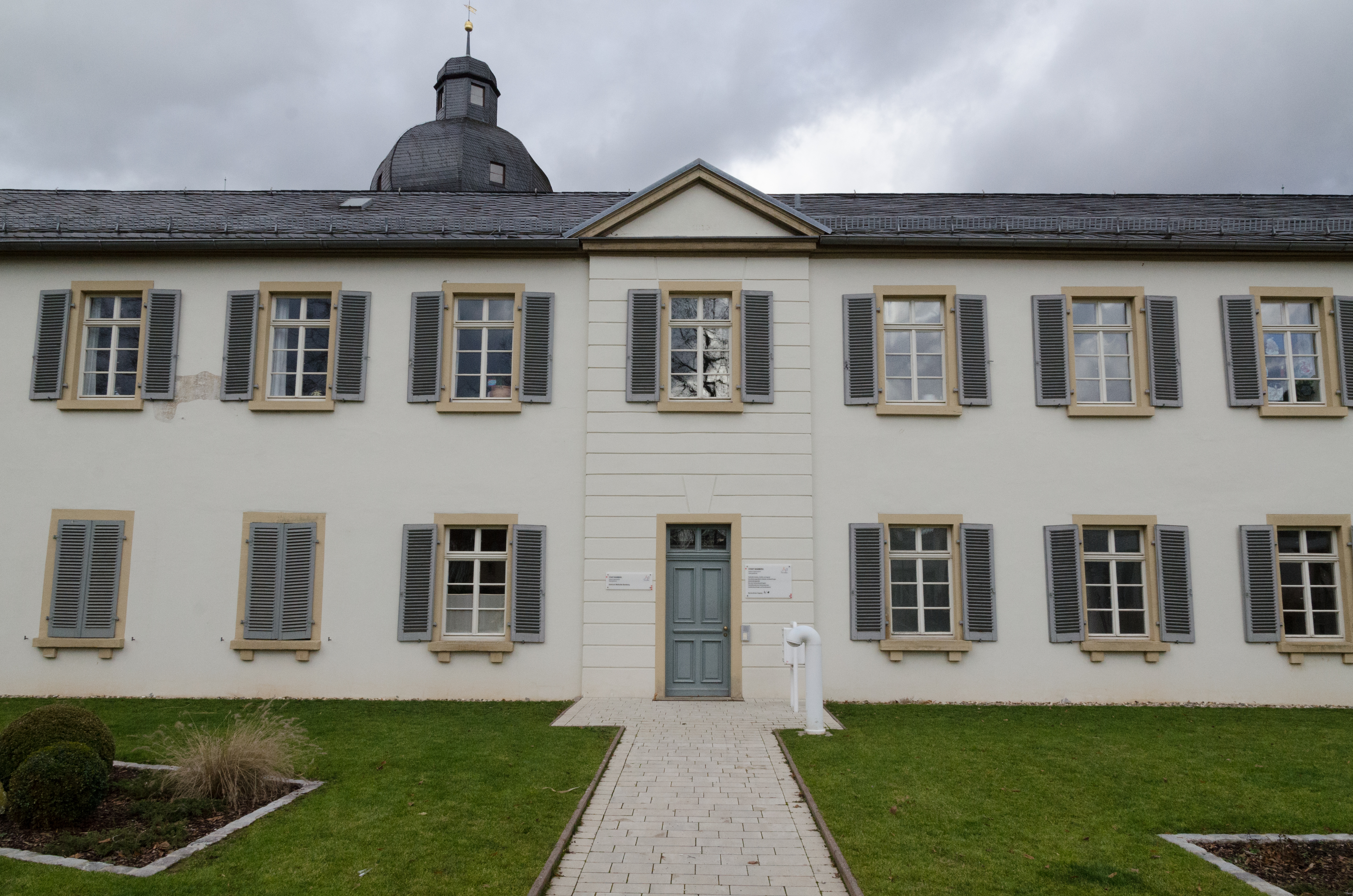
Der Verbindungsbau im Jahr 2012

Die Badeanstalt Bamberg war das erste Badehaus der Neuzeit in Bamberg. Durch den Übergang des Hochstifts Bamberg zum Kurfürstentum Bayern wurde das Schloss Geyerswörth und sein Umfeld anderen Zwecken zugeführt. Die beiden Gartenpavillons kamen 1817 in den Besitz von Franz Xaver Lautenbacher, dem Leibarzt des Herzogs Wilhelm in Bayern. Lautenbacher ließ beide Gartenpavillons mit einem Verbindungsbau, der im mittigen Giebel die Jahreszahl „1818“ trägt, verbinden und richtete dort eine Wannen-Badeanstalt ein. Dieses Wannenbad wurde von seinem Sohn Pius August Lautenbacher fortgeführt. Hermann von Pückler-Muskau schrieb in seinem Tagebuch unter dem 4. Juni 1834: „Ich begab mich ins Bad, ein sehr freundliches und wohlgehaltenes Etablissement, mitten in einem Garten gelegen, das die Stadt einem jungen Arzte verdankt.“ Die Badeanstalt wurde nach dem Tode von Pius August Lautenbacher aufgegeben. Die Einrichtung wurde in einem Neubau unter städtischer Regie ab 1896 fortgeführt.